# 色っぽくてごめんなさい
『色っぽくてごめんなさい』（いろっぽくてごめんなさい）は、神崎順子による日本の漫画作品。

『なかよし』（講談社）にて1975年1月号に連載された。

## 書誌情報
- 色っぽくてごめんなさい、初版発行日 1975年10月5日
  - 銀のバラにご用心!小熊荘に春がきた／ちぎれ雲三つ

## 関連事項
- 漫画
- 漫画家一覧